# Ariane 6
Ariane 6 es un cohete y sistema de lanzamiento espacial en uso activo por la Agencia Espacial Europea (ESA). Es el miembro más nuevo y más potente de la  familia de vehículos de lanzamiento Ariane. El diseño final fue seleccionado en la reunión de la ESA a nivel ministerial en diciembre de 2014, favoreciendo un diseño de cohete de combustible líquido con  propulsores de combustible sólido sobre el diseño inicial de combustible sólido. Los requisitos del proyecto incluían el desarrollo de un vehículo de lanzamiento capaz de elevar 6,5 toneladas a órbita de transferencia geoestacionaria por 70 millones de euros a 9 lanzamientos por año, con el vuelo inaugural teniendo lugar el 9 de julio de 2024.
Ariane 6 está diseñado con dos etapas centrales, ambas impulsadas por motores de hidrógeno líquido - oxígeno líquido (hidrolox). La primera etapa tiene una versión mejorada del motor Vulcain, ya utilizado en el Ariane 5, mientras que la segunda etapa tiene un motor Vinci de nuevo diseño. La mayor parte del empuje de despegue inicial lo proporcionan los propulsores de cohetes de la primera etapa: dos o cuatro propulsores P120 (variantes Ariane 62 y Ariane 64 respectivamente), que son versiones más grandes de los P80 utilizados en el cohete Vega.

## Descripción
Actualmente se contemplan dos variantes del Ariane 6:
- Ariane 64, con 4 propulsores de combustible sólido P120, tiene un peso en el despegue de 860 toneladas y estará diseñado para transportar dos satélites en cada lanzamiento. Podrá poner en órbita 11.500 kg en GTO y 21.500 kg en LEO.
- Ariane 62, con 2 propulsores de combustible s P120, tiene un peso en el despegue de 530 toneladas y estará diseñado para transportar dos satélites en cada lanzamiento. Podrá poner en órbita 5.000 kg en GTO y 10.350 kg en LEO.

Ariane 6 consta de tres componentes principales estructurales y de propulsión:

### Módulo de propulsión líquida
La primera etapa de Ariane 6 se denomina Módulo inferior de propulsión líquida (LLPM por sus siglas en inglés). Está propulsado por un solo motor Vulcain 2.1, que utiliza hidrógeno líquido (LH2) con oxígeno líquido (LOX) como combustible. Vulcain 2.1 es una versión actualizada del motor Vulcain 2 del Ariane 5, con un coste de fabricación más bajo. El LLPM tiene 5,4 m de diámetro y pesa aproximadamente 140 toneladas.

### Propulsores de combustible sólido
El empuje adicional para la primera etapa lo proporcionarán dos o cuatro propulsores de combustible sólido P120. Cada propulsor contiene aproximadamente 142 toneladas, entregando hasta 4650 kN de empuje. El motor P120 también es la primera etapa del lanzador Vega C mejorado. El aumento de los volúmenes de producción mediante el uso compartido de motores reduce los costes de producción.
La primera prueba a gran escala de la ESR tuvo lugar en Kourou (Guayana Francesa) el 16 de julio de 2018, y la prueba se completó con éxito con un empuje que alcanzó los 4615 kN en el vacío.

### Módulo superior de propulsión líquida
La etapa superior de Ariane 6 se denomina Módulo Superior de Propulsión Líquida (ULPM por sus siglas en inglés). Tiene el mismo diámetro de 5,4 m que el LLPM y también quema hidrógeno líquido con oxígeno. Está propulsado por un motor Vinci que proporciona 180 kN de empuje y permite múltiples reinicios. El ULPM aportará unas 31 toneladas de propulsión.

## Historia
Ariane 6 se concibió inicialmente a principios de la década de 2010, para ser un vehículo de lanzamiento que reemplazara al Ariane 5. Durante 2012 y 2015 se sugirieron y propusieron una serie de conceptos y diseños de alto nivel. La financiación de desarrollo de varios gobiernos europeos se aseguró inicialmente a principios de 2016 y se firmaron contratos para comenzar el diseño detallado y la construcción de componentes para someterlos a pruebas. En 2019, se planeó un vuelo orbital inaugural para 2020, aunque la pandemia de coronavirus hizo que en mayo de 2020 la fecha del lanzamiento inicial retrasase a 2021. En octubre de 2020, la ESA solicitó formalmente una financiación adicional de 230 millones de euros a los países patrocinadores del proyecto, con el fin de completar el desarrollo del cohete y llevar el vehículo a su primer vuelo de prueba, que finalmente retrasó hasta el segundo trimestre de 2022, tras un nuevo retraso que se anunció en junio de 2021. No obstante, debido a la falta de materiales y a la invasión rusa de Ucrania, en junio de 2022, se anunció un retraso, anunciándose que el lanzamiento no sería antes del cuarto trimestre de 2023.
El 23 de noviembre de 2022, la ESA anunció un aumento de la inversión en exploración espacial de 17.000 millones de euros, incluyendo el proyecto Ariane 6 en esta nueva inversión.

## Historial de lanzamiento

### Lista de lanzamientos
| Vuelo N.º | Fecha y hora (UTC)       | Tipo de cohete N.º de serie | Sitio de lanzamiento             | Carga útil                                      | Masa de carga útil | Órbita | Clientes | Resultado del lanzamiento | Observaciones |
| --------- | ------------------------ | --------------------------- | -------------------------------- | ----------------------------------------------- | ------------------ | ------ | -------- | ------------------------- | --- |
| VA262     | 9 de julio de 2024 19:00 | Ariane 6 62 601             | Centro Espacial de Guayana ELA-4 | Múltiples cargas útiles para viajes compartidos | 1.600 kilogramos   | LEO    | Varios   | Éxito parcial             | Vuelo inaugural del Ariane 6. Se trató de un Vuelo de prueba que transportaba un simulador de masa, además de varios CubeSat y otros experimentos como cargas útiles compartidas, incluyendo uno de LCE. El cohete alcanzó órbita y la etapa superior realizó un segundo encendido para liberar los cubesats. El sistema de propulsión auxiliar del cohete falló al intentar un tercer encendido, impidiendo la desórbita. |